# Vitas Gerulaitis
Vitas Gerulaitis, geboren als Vytautas Kevin Gerulaitis (Brooklyn, 26 juli 1954 – Southampton, VS, 18 september 1994), was een Amerikaans toptennisser uit de zeventiger jaren van de twintigste eeuw. Zijn ouders kwamen uit Litouwen. Zijn grootste succes behaalde hij in 1977, toen hij het Australian Open won. In 1975 veroverde hij op Wimbledon de mannendubbelspeltitel. In 1994 overleed hij aan de gevolgen van een koolstofmonoxidevergiftiging, op bezoek bij een vriend.
Gerulaitis was een speler met een klassieke stijl; hij kon op alle ondergronden uit de voeten. Hij was een van de zeldzame tennissers die op alle grandslamtoernooien partijen kon winnen. Hij heeft alleen het Australian Open op zijn naam geschreven, maar Wimbledon had hij in 1977 kunnen winnen (halve finale 8–6 verloren van Björn Borg) en Roland Garros in 1980 (ook van Borg verloren in vijf sets). In het mannendubbelspel won hij met landgenoot Sandy Mayer in 1975 de Wimbledonfinale, na een zege op het Brits/Australische duo Dowdeswell/Stone.
Gerulaitis stond bekend als een van de smaakmakers van het tennis, met een groot gevoel voor sportiviteit en humor. Hij verloor ooit zestien keer achtereen van Jimmy Connors en toen hij eindelijk een keer won, vroeg een journalist of hij er erg mee had gezeten dat hij maar niet van Connors kon winnen. Gerulaitis antwoordde: "Hey, nobody beats Vitas Gerulaitis 17 times in a row".
Hij ligt begraven op Saint Charles Cemetery in Farmingdale.

## Palmares

### Enkelspel
| Nr.                          | Datum      | Toernooi             | Ondergrond    | Tegenstander in finale | Score                      |         |
| ---------------------------- | ---------- | -------------------- | ------------- | ---------------------- | -------------------------- | ------- |
| gewonnen finales             |            |                      |               |                        |                            |         |
| 1.                           | 1974-10-28 | ATP Wenen            | hardcourt (i) | Andrew Pattison        | 6-4, 3-6, 6-3, 6-2         | details |
| 2.                           | 1975-03-17 | ATP New York         | hardcourt (i) | Jimmy Connors          | walk-over                  | details |
| 3.                           | 1975-04-07 | St-Louis WCT         | gravel        | Roscoe Tanner          | 2-6, 6-2, 6-3              | details |
| 4.                           | 1977-02-14 | ATP Ocean City       | hardcourt     | Bob Lutz               | 3-6, 6-1, 6-2              | details |
| 5.                           | 1977-05-23 | ATP Rome             | gravel        | Antonio Zugarelli      | 6-2, 7-6, 3-6, 7-6         | details |
| 6.                           | 1977-10-10 | ATP Brisbane         | hardcourt     | Tony Roche             | 6-7, 6-1, 6-1, 7-5         | details |
| 7.                           | 1977-10-24 | ATP Perth            | hardcourt     | Geoff Masters          | 6-3, 6-4, 6-2              | details |
| 8.                           | 1977-12-30 | Australian Open      | gras          | John Lloyd             | 6-3, 7-6, 5-7, 3-6, 6-2    | details |
| 9.                           | 1978-01-30 | Richmond WCT         | tapijt (i)    | John Newcombe          | 6-3, 6-4                   | details |
| 10.                          | 1978-05-08 | Dallas WCT           | tapijt (i)    | Eddie Dibbs            | 6-3, 6-2, 6-1              | details |
| 11.                          | 1978-07-17 | Forest Hills WCT     | gravel        | Ilie Năstase           | 6-2, 6-0                   | details |
| 12.                          | 1979-01-29 | ATP Little Rock      | tapijt (i)    | Butch Walts            | 6-2, 6-2                   | details |
| 13.                          | 1979-05-21 | ATP Rome             | gravel        | Guillermo Vilas        | 6-7, 7-6, 6-7, 6-4, 6-2    | details |
| 14.                          | 1979-07-23 | ATP Kitzbühel        | gravel        | Pavel Složil           | 6-2, 6-2, 6-4              | details |
| 15.                          | 1979-10-15 | ATP Sydney           | hardcourt (i) | Guillermo Vilas        | 4-6, 6-3, 6-1, 7-6         | details |
| 16.                          | 1980-05-05 | Forest Hills WCT     | gravel        | John McEnroe           | 2-6, 6-2, 6-0              | details |
| 17.                          | 1980-07-21 | ATP Stuttgart        | gravel        | Wojtek Fibak           | 6-2, 7-5, 6-2              | details |
| 18.                          | 1980-10-20 | ATP Melbourne        | tapijt (i)    | Peter McNamara         | 7-5, 6-3                   | details |
| 19.                          | 1981-11-30 | ATP Johannesburg     | hardcourt     | Jeff Borowiak          | 6-4, 7-6, 6-1              | details |
| 20.                          | 1982-03-08 | ATP Brussel          | hardcourt (i) | Mats Wilander          | 4-6, 7-6, 6-2              | details |
| 21.                          | 1982-05-10 | ATP Florence         | gravel        | Stefan Simonsson       | 4-6, 6-3, 6-1              | details |
| 22.                          | 1982-08-16 | ATP Montreal/Toronto | hardcourt     | Ivan Lendl             | 4-6, 6-1, 6-3              | details |
| 23.                          | 1982-10-11 | ATP Melbourne        | tapijt (i)    | Eliot Teltscher        | 2-6, 6-2, 6-2              | details |
| 24.                          | 1982-11-29 | ATP Johannesburg     | hardcourt     | Guillermo Vilas        | 7-6, 6-2, 4-6, 7-6         | details |
| 25.                          | 1983-10-17 | ATP Bazel            | hardcourt (i) | Wojtek Fibak           | 4-6, 6-1, 7-5, 5-5, opg.   | details |
| 26.                          | 1984-11-18 | ATP Treviso          | gravel        | Tarek Benhalibes       | 6-1, 6-1                   | details |
| verloren finales             |            |                      |               |                        |                            |         |
| 1.                           | 1974-03-18 | ATP Salt Lake City   | hardcourt (i) | Jimmy Connors          | 6-4, 6-7, 3-6              | details |
| 2.                           | 1975-01-20 | Philadelphia WCT     | tapijt (i)    | Marty Riessen          | 6-7(1), 7-5, 2-6, 7-6, 3-6 | details |
| 3.                           | 1975-01-27 | ATP Roanoke          | hardcourt (i) | Roger Taylor           | 6-7, 6-7                   | details |
| 4.                           | 1975-02-10 | ATP Salisbury        | tapijt (i)    | Jimmy Connors          | 7-5, 5-7, 1-6, 6-3, 0-6    | details |
| 5.                           | 1975-03-24 | ATP Orlando          | hardcourt     | Rod Laver              | 3-6, 4-6                   | details |
| 6.                           | 1975-09-22 | ATP Bermuda          | gravel        | Jimmy Connors          | 1-6, 4-6                   | details |
| 7.                           | 1976-01-12 | Indianapolis WCT     | tapijt (i)    | Arthur Ashe            | 2-6, 7-6(6), 4-6           | details |
| 8.                           | 1976-02-09 | Toronto WCT          | tapijt (i)    | Björn Borg             | 6-2, 3-6, 1-6              | details |
| 9.                           | 1976-04-19 | Charlotte WCT        | tapijt (i)    | Tony Roche             | 3-6, 6-3, 1-6              | details |
| 10.                          | 1977-01-31 | Richmond WCT         | tapijt (i)    | Tom Okker              | 6-3, 3-6, 4-6              | details |
| 11.                          | 1977-02-28 | Monterrey WCT        | tapijt (i)    | Wojtek Fibak           | 4-6, 3-6                   | details |
| 12.                          | 1977-03-28 | Londen WCT           | hardcourt (i) | Eddie Dibbs            | 6-7(2), 7-6(5), 4-6        | details |
| 13.                          | 1977-04-11 | Houston WCT          | hardcourt     | Adriano Panatta        | 6-7(4), 7-6(3), 1-6        | details |
| 14.                          | 1978-03-20 | ATP Las Vegas        | tapijt (i)    | Björn Borg             | 5-6, 6-5, 4-6, 5-6         | details |
| 15.                          | 1978-03-27 | Milaan WCT           | tapijt (i)    | Björn Borg             | 3-6, 3-6                   | details |
| 16.                          | 1979-02-25 | ATP Dorado Beach     | hardcourt     | Jimmy Connors          | 5-6, 0-6, 4-6              | details |
| 17.                          | 1979-04-09 | ATP Monte Carlo      | gravel        | Björn Borg             | 2-6, 1-6, 3-6              | details |
| 18.                          | 1979-08-27 | US Open              | hardcourt     | John McEnroe           | 5-7, 3-6, 3-6              | details |
| 19.                          | 1980-01-07 | Masters              | tapijt (i)    | Björn Borg             | 2-6, 2-6                   | details |
| 20.                          | 1980-02-11 | Pepsi Grand Slam     | gravel        | Björn Borg             | 1-6, 7-5, 1-6              | details |
| 21.                          | 1980-05-26 | Roland Garros        | gravel        | Björn Borg             | 4-6, 1-6, 2-6              | details |
| 22.                          | 1980-10-13 | ATP Sydney           | hardcourt (i) | John McEnroe           | 3-6, 4-6, 5-7              | details |
| 23.                          | 1981-01-19 | Monterrey WCT        | tapijt (i)    | Johan Kriek            | 6-7, 6-3, 6-7              | details |
| 24.                          | 1981-10-19 | ATP Melbourne        | tapijt (i)    | Peter McNamara         | 4-6, 6-1, 5-5, opg.        | details |
| 25.                          | 1982-01-11 | Masters              | tapijt (i)    | Ivan Lendl             | 7-6, 6-2, 6-7, 2-6, 4-6    | details |
| 26.                          | 1982-02-22 | Genua WCT            | tapijt (i)    | Ivan Lendl             | 7-6, 4-6, 4-6, 3-6         | details |
| 27.                          | 1982-03-29 | Zürich WCT           | tapijt (i)    | Bill Scanlon           | 5-7, 6-7, 6-1, 6-0, 4-6    | details |
| 28.                          | 1983-05-09 | Forest Hills WCT     | gravel        | John McEnroe           | 3-6, 5-7                   | details |
| 29.                          | 1984-08-19 | ATP Montreal/Toronto | hardcourt     | John McEnroe           | 0-6, 3-6                   | details |
| 30.                          | 1984-11-25 | ATP Johannesburg     | hardcourt     | Eliot Teltscher        | 3-6, 1-6, 6-7              | details |
| gewonnen finales challengers |            |                      |               |                        |                            |         |
| 1.                           | 1983-02-21 | Koeweit              | hardcourt     | Heinz Günthardt        | 7-6, 4-6, 6-3              |         |

### Dubbelspel
| Nr.              | Datum            | Toernooi            | Ondergrond    | Partner         | Tegenstanders in finale          | Score              |         |
| ---------------- | ---------------- | ------------------- | ------------- | --------------- | -------------------------------- | ------------------ | ------- |
| gewonnen finales |                  |                     |               |                 |                                  |                    |         |
| 1.               | 21 januari 1974  | ATP Roanoke         | Hardcourt (i) | Sandy Mayer     | Ian Crookenden Jeff Simpson      | 7-6, 6-1           | details |
| 2.               | 18 maart 1974    | ATP Salt Lake City  | Hardcourt (i) | Jimmy Connors   | Iván Molina Jairo Velasco Sr     | 2-6, 7-6, 7-5      | details |
| 3.               | 27 januari 1975  | ATP Roanoke         | Hardcourt (i) | Sandy Mayer     | Juan Gisbert Ion Țiriac          | 7-6, 1-6, 6-3      | details |
| 4.               | 23 juni 1975     | Wimbledon           | Gras          | Sandy Mayer     | Colin Dowdeswell Allan Stone     | 7-5, 8-6, 6-4      | details |
| 5.               | 2 februari 1976  | ATP Boca Raton      | Hardcourt     | Clark Graebner  | Bruce Manson Butch Walts         | 6-2, 6-4           | details |
| 6.               | 23 februari 1976 | Fort Worth          | Hardcourt     | Sandy Mayer     | Eddie Dibbs Harold Solomon       | 6-4, 7-5           | details |
| 7.               | 10 oktober 1977  | ATP Brisbane        | Gras          | Bill Scanlon    | Malcolm Anderson Ken Rosewall    | 7-6, 6-4           | details |
| 8.               | 9 januari 1978   | Birmingham WCT      | Tapijt (i)    | Sandy Mayer     | Frew McMillan Dick Stockton      | 3-6, 6-1, 7-6      | details |
| 9.               | 29 januari 1979  | ATP Little Rock     | Tapijt (i)    | Vladimír Zedník | Phil Dent Colin Dibley           | 5-7, 6-3, 7-5      | details |
| verloren finales |                  |                     |               |                 |                                  |                    |         |
| 1.               | 11 februari 1974 | ATP Little Rock     | Tapijt (i)    | Bob Hewitt      | Jürgen Fassbender Karl Meller    | 0-6, 2-6           | details |
| 2.               | 18 november 1974 | ATP Oslo            | Hardcourt (i) | Jeff Borowiak   | Karl Meller Haroon Rahim         | 3-6, 2-6           | details |
| 3.               | 12 januari 1976  | Indianapolis WCT    | Tapijt (i)    | Tom Gorman      | Bob Lutz Stan Smith              | 2-6, 4-6           | details |
| 4.               | 19 april 1976    | Charlotte WCT       | Tapijt (i)    | Gene Mayer      | John Newcombe Tony Roche         | 3-6, 5-7           | details |
| 5.               | 23 augustus 1976 | ATP South Orange    | Gravel        | Ilie Năstase    | Fred McNair IV Marty Riessen     | 5-7, 6-4, 2-6      | details |
| 6.               | 2 mei 1977       | WCT Masters Doubles | Tapijt (i)    | Adriano Panatta | Vijay Amritraj Dick Stockton     | 6-7, 6-7, 6-4, 3-6 | details |
| 7.               | 23 januari 1978  | Philadelphia WCT    | Tapijt (i)    | Sandy Mayer     | Bob Hewitt Frew McMillan         | 4-6, 4-6           | details |
| 8.               | 30 januari 1978  | Richmond WCT        | Tapijt (i)    | Sandy Mayer     | Bob Hewitt Frew McMillan         | 3-6, 5-7           | details |
| 9.               | 31 maart 1980    | ATP Monte Carlo     | Gravel        | John McEnroe    | Paolo Bertolucci Adriano Panatta | 2-6, 7-5, 3-6      | details |
| 10.              | 21 december 1980 | ATP Sydney          | Gras          | Brian Gottfried | Peter McNamara Paul McNamee      | 2-6, 4-6           | details |
| 11.              | 30 maart 1981    | ATP Frankfurt       | Tapijt (i)    | John McEnroe    | Brian Teacher Butch Walts        | 5-7, 7-6, 5-7      | details |
| 12.              | 24 maart 1985    | ATP Rotterdam       | Tapijt (i)    | Paul McNamee    | Pavel Složil Tomáš Šmíd          | 4-6, 4-6           | details |

## Resultaten grandslamtoernooien
| Legenda | Legenda                          |
| ------- | -------------------------------- |
| g.t.    | geen toernooi gehouden           |
| l.c.    | lagere categorie                 |
| –       | niet deelgenomen                 |
| G       | uitgeschakeld in de groepsfase   |
| 1R      | uitgeschakeld in de eerste ronde |
| 2R      | uitgeschakeld in de tweede ronde |
| 3R      | uitgeschakeld in de derde ronde  |
| 4R      | uitgeschakeld in de vierde ronde |
| KF      | uitgeschakeld in de kwartfinale  |
| HF      | uitgeschakeld in de halve finale |
| F       | de finale verloren               |
| W       | het toernooi gewonnen            |
| w-v     | winst/verlies-balans             |

### Enkelspel
| Toernooi        | 1971 | 1972 | 1973 | 1974 | 1975 | 1976 | 1977 | 1977 | 1978 | 1979 | 1980 | 1981 | 1982 | 1983 | 1984 | 1985 |
| --------------- | ---- | ---- | ---- | ---- | ---- | ---- | ---- | ---- | ---- | ---- | ---- | ---- | ---- | ---- | ---- | ---- |
| Australian Open | –    | –    | –    | –    | –    | –    | –    | W    | –    | –    | 2R   | –    | –    | 2R   | 2R   | –    |
| Roland Garros   | –    | –    | –    | –    | –    | –    | –    | –    | –    | HF   | F    | 1R   | KF   | 1R   | 2R   | 1R   |
| Wimbledon       | –    | –    | –    | 1R   | 1R   | KF   | HF   | HF   | HF   | 1R   | 4R   | 4R   | KF   | 2R   | 4R   | 3R   |
| US Open         | 1R   | 2R   | 1R   | 2R   | 2R   | 4R   | 4R   | 4R   | HF   | F    | 2R   | HF   | 1R   | 3R   | 4R   | 3R   |

### Mannendubbelspel
| Toernooi        | 1971 | 1972 | 1973 | 1974 | 1975 | 1976 | 1977 | 1977 | 1978 | 1979 | 1980 | 1981 | 1982 | 1983 | 1984 | 1985 | 1989 |
| --------------- | ---- | ---- | ---- | ---- | ---- | ---- | ---- | ---- | ---- | ---- | ---- | ---- | ---- | ---- | ---- | ---- | ---- |
| Australian Open | –    | –    | –    | –    | –    | –    | –    | –    | –    | –    | –    | –    | –    | 1R   | –    | –    | –    |
| Roland Garros   | –    | –    | –    | –    | –    | –    | –    | –    | –    | –    | KF   | –    | –    | –    | 1R   | 1R   | 1R   |
| Wimbledon       | –    | 1R   | –    | 3R   | W    | KF   | 1R   | 1R   | KF   | –    | 3R   | –    | –    | –    | –    | 1R   | –    |
| US Open         | 2R   | 3R   | 1R   | 2R   | 1R   | 2R   | –    | –    | –    | –    | –    | –    | –    | –    | –    | –    | –    |